# Croix de Fégréac
La croix de Fegréac est une croix située à Fégréac, en France.

## Localisation
La croix est située derrière l'église Saint Méréal, sur la commune de Fégréac, dans le département de la Loire-Atlantique.

## Historique
Le monument est inscrit au titre des monuments historiques en 1951.